# Galitsin
Galitsin - Галицын (rus) - és un khútor del krai de Krasnodar, a Rússia. Es troba a la vora esquerra del riu Protoka. És a 27 km al nord de Slàviansk-na-Kubani i a 90 al nord-oest de Krasnodar
Pertanyen a aquest khútor el poble de Pogorelovo i els khútors de Bélikov i Krasnoarmeiski Gorodok.

## Composició
- Pogorelovo - Погорелово (rus) - és un poble del krai de Krasnodar, a Rússia. Es troba al delta del riu Kuban. És a 26 km al nord de Slàviansk-na-Kubani i a 93 al nord-oest de Krasnodar. Pertany al khútor de Galitsin.
- Bélikov - Беликов (rus) - és un khútor del krai de Krasnodar, a Rússia. Es troba al delta del riu Kuban. És a 29 km al nord-oest de Slàviansk-na-Kubani i a 95 al nord-oest de Krasnodar. Pertany al khútor de Galitsin.
- Krasnoarmeiski Gorodok - Красноармейский Городок (rus) - és un khútor del krai de Krasnodar, a Rússia. Es troba a la vora esquerra del riu Protoka. És a 30 km al nord-oest de Slàviansk-na-Kubani i a 91 al nord-oest de Krasnodar. Pertany al khútor de Galitsin.